# Haughton (Luisiana)
Haughton é uma cidade  localizada no estado americano de Luisiana, na Paróquia de Bossier.

## Demografia
Segundo o censo americano de 2000, a sua população era de 2792 habitantes.
Em 2006, foi estimada uma população de 2999, um aumento de 207 (7.4%).

## Geografia
De acordo com o United States Census Bureau tem uma área de
10,9 km², dos quais 10,9 km² cobertos por terra e 0,0 km² cobertos por água.

## Localidades na vizinhança
O diagrama seguinte representa as localidades num raio de 20 km ao redor de Haughton.